# Georges Millin Duperreux
Georges Marie Jérôme Millin Duperreux est un homme politique français né le 31 mars 1766 à Paris et mort le 3 février 1852 à Strasbourg (Bas-Rhin).

## Biographie
Georges Millin Duperreux, ou du Perreux, est le fils de Gérome Robert Millin du Perreux, administrateur des loteries, et Marie Anne Sophie Legrand. Son frère Alexandre Millin du Perreux devient artiste peintre.
Intendant militaire, il prend sa retraite en 1811. Il est député du Bas-Rhin de 1824 à 1827, siégeant dans la majorité soutenant les gouvernements de la Restauration.

## Sources
- « Georges Millin Duperreux », dans Adolphe Robert et Gaston Cougny, Dictionnaire des parlementaires français, Edgar Bourloton, 1889-1891 [détail de l’édition]